# Джозеф Уйлакі
Джозеф Уйлакі (фр. Joseph Ujlaki; 10 серпня 1929, Будапешт — 13 лютого 2006, Сет) — французький футболіст, що грав на позиції нападника.
Виступав, зокрема, за клуб «Ніцца», а також національну збірну Франції.
Чемпіон Франції. Володар Кубка Франції.

## Клубна кар'єра
Народився 10 серпня 1929 року в місті Будапешт. Вихованець футбольної школи клубу «Уйпешт».
У дорослому футболі дебютував 1947 року виступами за команду «Стад Франсе», в якій провів один сезон, взявши участь у 7 матчах чемпіонату. 
Згодом з 1948 по 1953 рік грав у складі команд «Сет» та «Нім-Олімпік».
Своєю грою за останню команду привернув увагу представників тренерського штабу клубу «Ніцца», до складу якого приєднався 1953 року. Відіграв за команду з Ніцци наступні п'ять сезонів своєї ігрової кар'єри. Більшість часу, проведеного у складі «Ніцци», був основним гравцем атакувальної ланки команди. У складі «Ніцци» був одним з головних бомбардирів команди, маючи середню результативність на рівні 0,44 гола за гру першості.
Протягом 1958—1966 років захищав кольори клубів «Расінг» (Париж), «Мец» та «Екс».
Завершив ігрову кар'єру у команді «Сет», у складі якої вже виступав раніше. Повернувся до неї 1966 року, захищав її кольори до припинення виступів на професійному рівні у 1967 році.

## Виступи за збірну
У 1952 році дебютував в офіційних матчах у складі національної збірної Франції.
Загалом протягом кар'єри в національній команді, яка тривала 9 років, провів у її формі 21 матч, забивши 10 голів.
Помер 13 лютого 2006 року на 77-му році життя у місті Сет.

## Титули і досягнення
- Чемпіон Франції (1):

«Ніцца»: 1955-1956
- Володар Кубка Франції (1):

«Ніцца»: 1953-1954